# Richard Reid Dobell
Pour les articles homonymes, voir Dobell.
Richard Reid Dobell (1837-11 janvier 1902) fut un homme d'affaires et homme politique fédéral du Québec.

## Biographie
Né à Liverpool en Angleterre, il devint député du Parti libéral du Canada dans la circonscription fédérale de Québec-Ouest en 1896. Peu de temps après son élection, il devint ministre sans portefeuille dans le cabinet de Wilfrid Laurier. Réélu en 1900, il mourut en fonction en Angleterre des suites d'une blessure à la tête survenue lors d'une balade à cheval.
Son fils, Charles Macpherson Dobell, fut Major-général dans l'Armée britannique.

## Hommage
- Une avenue a été nommée en son honneur, en 1957, dans l'ancienne ville de Sillery , maintenant présente dans la ville de Québec.